# Сен-Сантен-Канталес
Сен-Санте́н-Кантале́с (фр. Saint-Santin-Cantalès, окс. Sant Santin Cantalès) — коммуна во Франции, находится в регионе Овернь. Департамент — Канталь. Входит в состав кантона Ларокбру. Округ коммуны — Орийак.
Код INSEE коммуны — 15211.
Коммуна расположена приблизительно в 430 км к югу от Парижа, в 110 км юго-западнее Клермон-Феррана, в 19 км к северо-западу от Орийака.

## Население
Население коммуны на 2008 год составляло 326 человек.
| 1962 | 1968 | 1975 | 1982 | 1990 | 1999 | 2008 |
| ---- | ---- | ---- | ---- | ---- | ---- | ---- |
| 439  | 486  | 374  | 344  | 302  | 316  | 326  |

## Администрация
| Период | Период | Фамилия        | Партия        | Примечания |
| ------ | ------ | -------------- | ------------- | ---------- |
| 1983   | 1989   | Андре Контенсу |               |            |
| 1989   |        | Шарль Эспальё  | Разные правые |            |

## Экономика

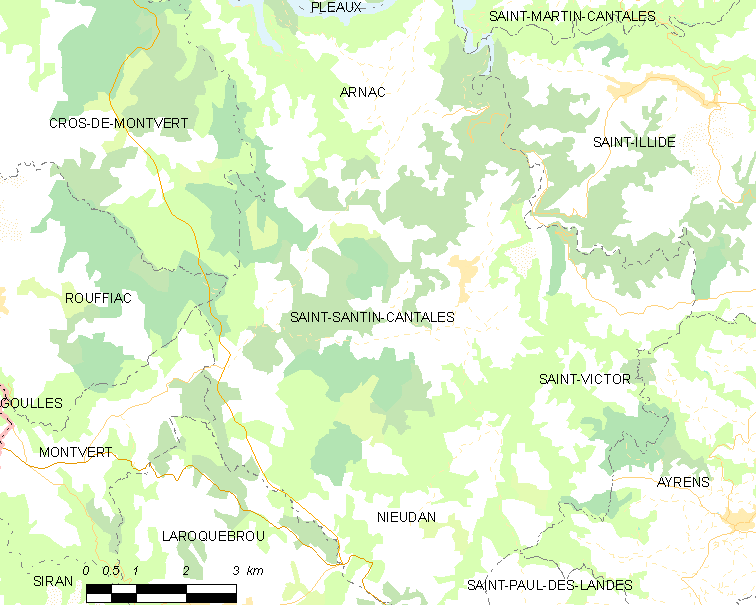
Карта коммуны

В 2007 году среди 206 человек в трудоспособном возрасте (15—64 лет) 150 были экономически активными, 56 — неактивными (показатель активности — 72,8 %, в 1999 году было 67,2 %). Из 150 активных работали 133 человека (80 мужчин и 53 женщины), безработных было 17 (10 мужчин и 7 женщин). Среди 56 неактивных 14 человек были учениками или студентами, 18 — пенсионерами, 24 были неактивными по другим причинам.

## Достопримечательности
- Замок Валь (XV век). Памятник истории с 2010 года[3]
- Замок Прюн
- Замок Ла-Барьер